# Little Guitars: A Tribute to Van Halen
Little Guitars è un album tributo dedicato ai Van Halen pubblicato nel 2000. Vi hanno partecipato i maggiori artisti della scena heavy metal del periodo.

## Tracce
1. Unchained – 3:23
2. I'm The One – 3:39
3. Dance The Night Away – 3:21
4. Light Up The Sky – 3:48
5. Panama – 3:25
6. Hot For Teacher – 4:42
7. Running With The Devil – 3:42
8. (Oh)Pretty Woman – 3:03
9. Atomic Punk – 3:36
10. So This Is Love – 3:11
11. Little Guitars – 4:48

## Formazioni
- Traccia 1: Jack Russell (v.), Dweezil Zappa (g.), Marco Mendoza (b.), Eric Singer (d.)
- Traccia 2: Mark Slaughter (v.), Doug Aldrich (g.), Tim Bogert (b.), Frankie Banali (d.)
- Traccia 3: Joe Lynn Turner (v.), Reb Beach (g.), Marco Mendoza (b.), Greg Bissonette (d.)
- Traccia 4: Doug Pinnick (v.), Yngwie Malmsteen (g.), Billy Sheehan (b.), Vinnie Colaiuta (d.)
- Traccia 5: Jani Lane (v.), George Lynch (g.), Tony Franklin (b.), Greg Bissonette (d.)
- Traccia 6: John Corabi (v.), Bruce Kulick (g.), Tony Franklin (b.), Greg Bissonette (d.)
- Traccia 7: Stephen Pearcy (v.), Jake E. Lee (g.), Tim Bogert (b.), Frankie Banali (d.)
- Traccia 8: Gunner Nelson e Matthew Nelson (v.), Albert Lee (g.), Tony Levin (b.), Aynsley Dunbar (d.)
- Traccia 9: Fee Waybill (v.), Brad Gillis (g.), Tim Bogert (b.), Frankie Banali (d.)
- Traccia 10: Jeff Scott Soto (v.), Blues Saraceno (g.), Tony Franklin (b.), Eric Singer (d.)
- Traccia 11: David Glen Eisley (v.), Mitch Perry (g.), Marco Mendoza (b.), Eric Singer (d.)